# Стюарт Шрайбер
Стюарт Шрайбер (6 лютого 1956 , Вірджинія )(англ. Stuart Lee Schreiber) — американський учений-хімік. Головний науковий співробітник Broad Institute та професор Гарвардського університету.
Закінчив Вірджинський університет (бакалавр хімії, 1977). Ступінь доктора філософії з органічної хімії отримав в Гарвардському університеті в 1981 році.
В 1981—1988 рр. викладач Єльського університету, з 1988 року член кафедри хімії та хімічної біології Гарвардського університету, нині її іменний професор. Також дослідник Howard Hughes Medical Institute.
У Broad Institute, одним з членів-засновників якого Шрайбер є, він керує науково-терапевтичним центром. В 1997 році директор-засновник Інституту хімії і клітинної біології Гарварда.

## Нагороди та визнання
- член Американського товариства клітинної біології[en]
- член Американського товариства мікробіології[en]
- член Американського товариства біохімії та молекулярної біології[en]
- член Федерації Американських товариств експериментальної біології[en] (FASEB)
- член Американської асоціації сприяння розвитку науки
- член Федерації Клінічних імунологічних товариств[en]
- член Протеїнового товариства[en]
- 1981:The Dreyfus Newly Appointed Faculty Award
- 1985:Премія Дрейфуса вчителям-науковцям (Фонд Альфреда П. Слоуна)
- 1985:Президентська премія молодим дослідникам (Національна наукова фундація)
- 1986:Премія за вдосконалення хімії
- 1986:Премія Артура Коупа від Американського хімічного товариства
- 1989:Премія Американського хімічного товариства з теоретичної хімії[en]
- 1990:Arun Guthikonda Memorial Award (Колумбійський університет)
- 1992:Премія в галузі синтетичної органічної хімії (Міжнародний союз теоретичної та прикладної хімії)
- 1992:Нагорода за досягнення (Національного інституту здоров'я)
- 1992:Рона-Пуленца срібна медаль (Королівського хімічного товариства)
- 1992:Ciba-Drew Award[en]
- 1994:Золота медаль Пауля Каррера[en]
- 1993:Премія Лео Гендрика Баакеланда від Американського хімічного товариства відділення Північного Джерсі
- 1993:Премія Eli Lilly and Company у біологічній хімії[en]
- 1994:Премія Американського хімічного товариства в галузі синтетичної органічної хімії
- 1995:член Американської академії мистецтв і наук[7]
- 1995:Премія Воррена[en] (Массачусетська загальна лікарня)
- 1995:член Національної академії наук США[8]
- 1995:Премія Гаррісона Гау від Американського хімічного товариства
- 1995:George Ledlie Prize[en]
- 1995:DuPont Merck Young Investigator Award
- 1997:Tetrahedron Prize[en]
- 1998:Thomas T. Hoopes Prize[en]
- 1999:Медаль Дерека Бартона, Національний раковий інститут
- 2000:Emmanuel Merck Award
- 2000:Премія Альфреда Бадера (Американського хімічного товариства)
- 2001:Премія Вільяма Ніколса
- 2001:член Американської академії мікробіології[en]
- 2001:Премія з досліджень біотехнологій корпорації «Чирон» (Американська академія мікробіології)
- 2004:Society for Biomolecular Screening Achievement Award
- 2004:Премія за досягнення (Асоціація американських інститутів раку)
- 2005:Academic Scientist of the Year, Finalist for the 2005 Pharmaceutical Achievement Awards
- 2006:Thomson Reuters Citation Laureates
- 2007:Премія Американського фонду раку за досягнення
- 2007:Charles Butcher Award in Genomics and Biotechnology
- 2014:Премія імені Артура Коупа
- 2015:Золота медаль Нагої[ja]
- 2016:Премія Вольфа з хімії[9]
- 2016:Thomson Reuters Citation Laureates[10][11]
- 2018: член Національної медичної академії[en] [12]